# Phebalium stenophyllum
Phebalium stenophyllum är en vinruteväxtart som först beskrevs av George Bentham, och fick sitt nu gällande namn av Maiden & Betche. Phebalium stenophyllum ingår i släktet Phebalium och familjen vinruteväxter. Inga underarter finns listade i Catalogue of Life.